# Деспина Кехайова
Деспина Кехайова (Деси Еспаня) (на испански: Dessi España) е българска циркова актриса.

## Биография
Родена е в семейството на цирковите артисти от трупа „Кехайови“ Ана и Георги. Заедно със сестра си Гергана работи в цирк „Ринглинг“. Омъжва се за Иван Еспаня, член на мексиканската циркова трупа „Еспаня“, с когото имат 2 деца – Зоре и Сиян.
През 1991 г. влиза в книгата на рекордите на Гинес със завъртане около тялото си на 102 обръча.  С трупа „Кехайови“ е носителка на наградата „Сребърен клоун“ от фестивала в Монте Карло през 1987 г.
Загива при изпълнението на акробатичен номер с шалове в цирк „Ринглинг“ в Сейнт Пол, Минесота. 